# نیددراو
شهر نیدراو (به آلمانی: Nidderau) در ایالت هسن در کشور آلمان واقع شده‌است.